# Ilfracombe
Ilfracombe est une station balnéaire de 11 184 habitants, située sur la côte septentrionale du Devon, en Angleterre. La station est baignée par les eaux de la mer celtique, précisément par le Canal de Bristol.
À l'origine, Ilfracombe est un port de pêche, puis de commerce, qui devint une station balnéaire fréquentée grâce au transport ferroviaire au XIXe siècle.
Grâce aux aménagements de Tunnels Beaches qui bloquent le reflux de la marée, on peut pratiquer la baignade tout au long de la journée.
Le port est dominé par la colline de Hillborough qui culmine à 135 mètres d'altitude. Du sommet, on jouit d'un superbe panorama sur toute la côte rocheuse et escarpée.

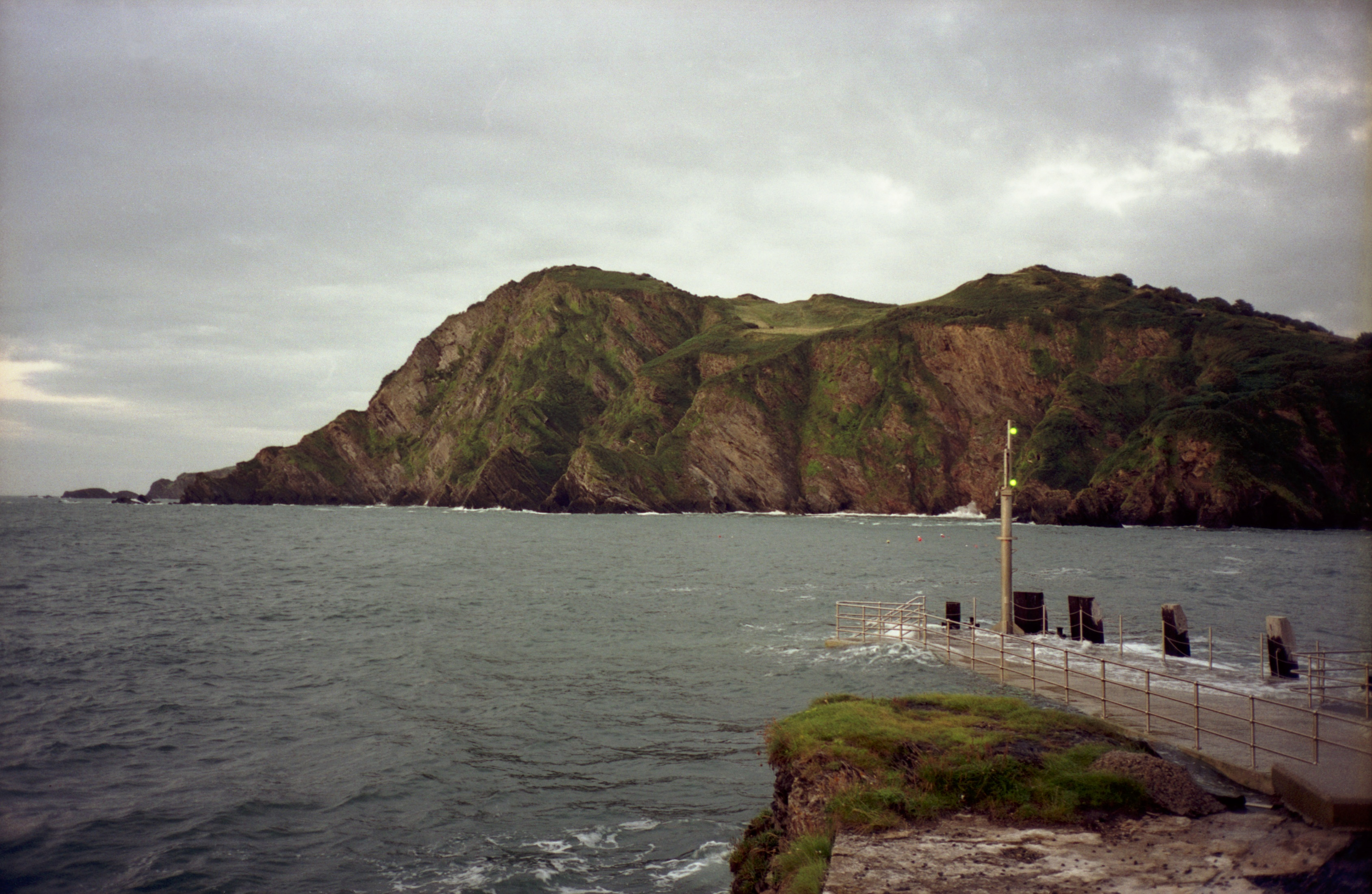
Hillsborough (135 mètres) vue du port d'Ilfracombe.

## Jumelages
- Ifs (France)
- Herxheim bei Landau/Pfalz (Allemagne)

## Personnalités liées
- James Allen, écrivain et philosophe britannique, y est mort.
- John Bowen (1780-1827), navigateur et administrateur colonial britannique, y est né.
- Vic Gentils (1919-1997), sculpteur et plasticien belge surréaliste flamand, y est né.
- Tony Grealish (1956-2013), footballeur international irlandais, y est mort.